# Giovanni Simeone
Giovanni Pablo Simeone Baldini (Buenos Aires, 5 de julho de 1995) é um futebolista argentino que atua como atacante. Atualmente, joga pelo Torino, emprestado pelo Napoli.

## Clubes

### River Plate
Começou sua carreira no clube argentino do River Plate. Sua estreia no Campeonato Argentino foi no dia 4 de agosto de 2013; ele jogou os 90 minutos em uma partida que o clube perdeu por 1 a 0 fora de casa contra o Gimnasia La Plata. No fim do mês, ele renovou seu contrato com a equipe até 2016. Giovanni Simeone marcou seu primeiro gol pelo time profissional no dia 8 de setembro, marcando o segundo de uma vitória por 3 a 0 em casa contra o Tigre.
Giovanni Simeone não tinha lugar no River e nem mesmo as saídas de Rodrigo Mora e Teófilo Gutiérrez abriram oportunidades já que Marcelo Gallardo pediu nomes para substituí-los e o Milionário contratou Lucas Alario e Javier Saviola, assim Simeone achou por bem mudar o ar, então assinou por empréstimo por um ano com o Banfield e assim encerrou sua passagem pelo River Plate.

### Banfield
Em 6 de julho de 2015, Simeone juntou-se ao Banfield em um contrato de empréstimo de uma temporada.

### Genoa
Em 18 de agosto de 2016, Simeone assinou com o Genoa, por 3 milhões de euros.
Ele marcou seu primeiro gol, em sua primeira partida pelo clube, no empate por 1 a 1 com o Pescara, em 25 de setembro de 2016.

### Fiorentina
Em 17 de agosto de 2017, Giovanni Simeone assinou contrato com a Fiorentina.
Simeone passou duas temporadas na Fiorentina, marcando vinte gols pelo Campeonato Italiano.

### Cagliari
O Cagliari anunciou a contratação de Giovanni Simeone da Fiorentina por empréstimo com a obrigação de compra em 31 de agosto de 2019.

### Hellas Verona
Em 26 de agosto de 2021, Simeone se juntou ao Hellas Verona, em um contrato de empréstimo de uma temporada com a opção de compra.
Ao final da época o mesmo foi contratado em definitivo pelo gialloblù. Fez ótima temporada 2021/22, onde marcou 17 gols em 35 jogos de Serie A pelo Verona e ao fim saiu do clube.

### Napoli
Em 18 de agosto de 2022, Giovanni Simeone foi apresentado oficialmente como reforço do Napoli, chegou por empréstimo do Verona por €3,5 M, com cláusula de compra obrigatória fixada nos €12 M.
No dia 7 de setembro de 2022, no primeiro jogo do Napoli pela Champions League, Simeone estreava na competição. Adentrou no a partida no decorrer da etapa inicial e, em seu primeiro toque na bola, marcou um gol contra o Liverpool. Após o lance, o jogador se emocionou e beijou uma tatuagem que ele tinha no antebraço esquerdo. Ali há um desenho do globo da Champions, que Giovanni havia feito quando tinha 13 anos em 2009. Após a conquista do título italiano, Giovanni Simeone foi adquirido em definitivo pelo Napoli.

#### Torino (empréstimo)
Em 7 de agosto de 2025, o Torino oficializou a contratação, por empréstimo, de Giovanni Simeone.

## Seleção Argentina
Giovanni Simeone foi campeão com a Seleção Sub-20 da Argentina do Campeonato Sul-Americano Sub-20 de 2015, que foi realizado no Uruguai. Também foi o artilheiro da competição, com 9 gols marcados. 
Foi convocado para a disputa do torneio de Futebol nos Jogos Olímpicos de Verão de 2016.

## Vida pessoal
É filho do ex-jogador e atual treinador Diego Simeone com a ex-modelo Carolina Baldini. Seu irmão, Giuliano Simeone, também é jogador profissional de futebol.

## Títulos
River Plate
- Campeonato Argentino: 2014 (Torneio Final)
- Copa Sul-Americana: 2014
- Recopa Sul-Americana: 2015
- Copa Libertadores da América: 2015

Napoli
- Campeonato Italiano: 2022–23, 2024–25

Argentina
- Campeonato Sul-Americano Sub-20: 2015

### Artilharias
- Campeonato Sul-Americano Sub-20 de 2015 (9 gols)